# 刻度

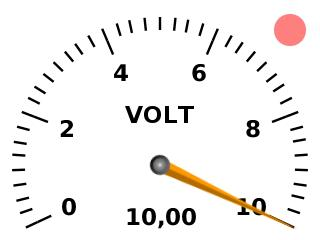
刻度

刻度是量具和仪表等上所刻或画的表示量值大小的记号和这些记号的总称。在十七、十八世纪，刻度通常用坚硬而锐利的工具刻在量具上。